# Skvattramkantmal
Skvattramkantmal, Carpatolechia epomidella är en fjärilsart som först beskrevs av Johan Martin Jacob af Tengström 1869. Enligt Catalogue of Life är det vetenskapliga namnet istället Teleiodes epomidella med samma auktorsnamn och år. Enligt Dyntaxa ingår Skvattramkantmal i släktet Carpatolechia men enligt Catalogue of Life är tillhörigheten istället släktet Teleiodes. Enligt båda källorna tillhör arten familjen stävmalar, Gelechiidae. Arten är reproducerande i Sverige, men förekommer bara sällsynt spritt över nästan hela landet. Inga underarter finns listade i Catalogue of Life.